# 요한 프레게슈바워
요한 프레게슈바워(독일어: Johann Pregesbauer, 1958년 6월 8일, 빈 ~)는 오스트리아의 전 축구 수비수이다. 프레게슈바워는 현역 시절 전부를 라피트 빈에서만 보냈고, 1982년 월드컵에서 오스트리아를 대표로 참가했다.